# 世界计划 缤纷舞台！ feat.初音未来
《世界计划 缤纷舞台！ feat.初音未来》，简称《世界計畫》（日语：プロセカ），是基于抽卡的视觉小说风格音乐手机游戏，由Craft Egg及其旗下的工作室Colorful Palette同克理普敦未来媒体联合开发，世嘉发行，并有漫画、电台节目等跨媒体制作计划。游戏以克理普敦未来媒体旗下的虚拟歌手初音未来为主角，并以6个音乐组合、共26个角色展开游戏情节。游戏于2020年9月30日在Google Play和App Store發佈，并于当年获得2020年日本區Google Play年度最佳榜單的玩家票選最優秀賞。
该游戏在台灣、香港、澳門、韓國由艾瑞爾網路取得代理權，於2021年9月30日發佈。中国大陆地区由字节跳动旗下游戏品牌朝夕光年取得代理权，并以《初音未来：缤纷舞台》为名取得版号和运营。該遊戲的英文版本也在世界约130个国家地区发行，並由世嘉直接營運，於2021年12月7日發佈。

## 游戏系统
《世界计划 繽紛舞台！feat.初音未来》是下落式音乐游戏，玩家可以在游戏中的Live系统下游玩乐曲。玩家需要根据乐曲的节奏，在自屏幕上方下落的音符到达判定线时，根据音符的特定属性对其进行点击、上滑、长按等操作，并由此获得分数。此外，游戏中还包括以视觉小说为主要表现形式的剧情系统，以及包含抽卡的成员管理系统等。

### Live系统
在此系统下，玩家可以游玩乐曲、观看乐曲MV或虚拟演唱会。

#### 游玩
玩家可选择“单人模式”、“协力模式”、“挑战模式”或“排位赛模式”并选择乐曲和所使用的成员组合进行游戏。单人模式即为玩家独自游玩；协力模式为玩家在至多5人的房间中与其他人共同游玩；挑战模式则为玩家选择单个成員进行遊玩以完成游戏指定的挑战；排位赛模式则是等级较高的玩家之间以一对一的形式进行共同游玩竞争，并在赛季时段内尽力获得更高的段位等级。
一首乐曲作为一个关卡，拥有由易到难的“EASY”、“NORMAL”、“HARD”、“EXPERT”以及“MASTER”五种难度；而少数歌曲则拥有特殊的“APPEND”难度。每种难度对应不同的谱面，更高的难度一般意味着更密集的音符和更复杂的音符排列形式。玩家在选定乐曲关卡时还可设置成员、乐曲演唱版本、显示效果等。在消费一定的演出加成道具Live Bonus后（并非必须），即可开始游戏。在“协力模式”中，玩家在等待其他玩家开始时，亦可在等待界面发送游戏内的貼圖表情以表达想法。
在游戏中，玩家必须根据乐曲节奏，在自屏幕上方下落的音符到达判定线时根据音符的特定属性对音符进行操作，并由此获得分数。游戏中的音符分为“Tap”、“Slide”、“Flick”和“Trace Note”4种。其中，“Tap”音符为紫色的长方形音符，玩家需用指点击此类音符；“Flick”音符则为粉红色带有方向箭头的长方形音符，玩家需按照其所示方向滑动；“Slide”音符为首尾带有“Tap”或“Flick”音符的绿色长条状音符，玩家需点击首端的音符并长按同时按其下落方向滑动长条后，在末端的音符到达判定线时松开或对其进行滑动操作；“Trance Note”音符则为绿色或带有方向箭头的粉红色的线状音符，玩家需要在其下落到判定线前提前按住其所下落位置以“接住”音符，或在“接住”的同时按箭头方向滑动。此外，四种音符均有黄色的变种音符，这种音符拥有更高的分数。
根据玩家对音符操作的准确度，游戏会给出“PERFECT”、“GREAT”、“GOOD”、“BAD”或“MISS”五种判定。根据判定结果，游玩的得分、连击次数、生命值均会发生变化，其中“BAD”和“MISS”判定会导致生命值减少。当生命值减少至零时，在单人模式中，关卡失败；在协力模式中，关卡不会失败，但后续得分将变为生命值不为零情况的十分之一。一定的操作会触发玩家设置的成员角色语音和技能，并增加游戏得分。在“协力模式”游戏中会出现“FEVER CHANCE”时段，在該時段內如果所有玩家未有失误（COMBO沒有重置），其得分在一定时间内会大幅度提升（SUPER FEVER），若在該時段內有玩家出現失誤（COMBO重置），則得分在一定時間內會小幅度提升（FEVER）。
在乐曲结束且生命值不为零时，则为过关并进入结算页面。结算页面会显示玩家的得分、连击次数及各类判定的个数，并根据玩家的操作给予一定报酬和经验值，报酬可以用于抽取和升级成员、解锁乐曲，经验可以用于升级成员、解锁剧情。一般情况下，协力模式和挑战模式的报酬较单人模式更为丰富。
此外，游戏内会定期进行不同类型的活动。活动期间根据其主题和相关角色，指定类型的成员在游戏中会有所加成效果。玩家在活动期间则需要累积更多的分数或更高的排名。

#### 欣赏
玩家亦可通过MV回放模式或设置游戏界面背景显示效果来欣赏游戏内部分乐曲的3D、2DMV。3DMV采用类似于MMD的表现效果，展现选定成员的舞蹈姿态；2DMV的表现效果则类似于Vocaloid歌曲的展示视频。
在特定时刻，如活动告一段落、角色设定生日等，游戏也会适时举办与之相关的虚拟演唱会（虚拟Live）。玩家可以和来自各地的其他玩家在线上以虚拟现实形式欣赏演唱会，并在演唱会上表达想法、为角色应援、乃至与角色互动等。

### 成员系统
玩家可通过招募的形式在抽卡系统中获取各类成员。成员在游戏中表现为游戏原创角色或虚拟歌手的相应卡牌，并根据其主题拥有其各自的属性、技能，甚至特有剧情等。玩家需要将5名成员编成一组队伍方能进行游戏。成员及队伍的综合力分数越高，在游戏中的得分也随之增加。
在成员系统中，玩家还可以对自己拥有的成员进行管理。玩家可以对成员进行训练以提升其综合力分数，也可以自由设定成员在3DMV下的服饰等。

### 剧情系统
玩家在此系统下可以欣赏与游戏角色相关的各式剧情故事。
在Live系统中，每当成功过关时，玩家在游戏中所用的成员角色及其所属的组合会增加经验值。组合的经验达到一定数值后会升级，进而解锁剧情内容。在活动期间则会增加活动点数，当累积到一定点数时便会解锁与活动相关的剧情内容。
玩家可通过阅读剧情了解游戏的世界观、角色设定以及与之相关的故事。主线剧情讲述了游戏各角色在发现虚拟世界“SEKAI”之后，在虚拟歌手们的帮助下携手寻找“真正的心愿”的故事。活动剧情根据活动主题与类型的不同，表现为主线剧情的延伸后续，或是与主线有所联系、类似外传的特别故事。
剧情以视觉小说的形式呈现，并搭载Live2D技术，使得角色在画面中可以做出各种较为简单的动作。欣赏剧情可以得到用于抽取成员和解锁歌曲的奖励。

### 游戏地图
游戏地图包括“现实世界”与“SEKAI”两部分，在剧情中也是故事的发生地；玩家可对其进行探索，并查看角色之间的互动。“现实世界”以现实中的日本东京都涩谷区为原型，玩家可以在此购买新的乐曲、服饰、表情等。“SEKAI”则以主线剧情中出现的各组合的虚拟世界“SEKAI”为蓝本，玩家还可在此处购买道具用以提升各组合所属成员的综合力。在一些特殊活动期间（如愚人节），游戏也会推出特殊主题的限期地图。

## 故事情节

### 背景
剧情设定在两个世界：其一是以现代日本东京都涩谷区为原型的“现实世界”，另一个则是与“现实世界”相异、从各音乐团体的角色们“真正的心愿”中诞生的虚拟世界“SEKAI”。角色们可以通过与“SEKAI”一同诞生的，没有标题、歌词和旋律的歌曲“Untitled”进入“SEKAI”；组合“VIRTUAL SINGER”的成员以不同的形象出现在不同的“SEKAI”中，帮助角色们找到“真正的心愿”。当“真正的心愿”被找到时，“Untitled”便会成为真正的歌曲并被赋予正式的标题。

### 主线剧情
游戏中的剧情故事以目前实装的5个音乐团体为主展开。
Leo/need
星乃一歌、天马咲希、望月穗波、日野森志步四人曾是彼此的儿时玩伴，幼时还曾一同组团演奏初音未来的歌曲。然而初中时咲希因病入院而与众人远离；穗波被同学孤立，志步则因其不合群而被同学视为怪人，两人与一歌的关系逐渐疏远。升入高中后，一歌为昔日发小之间的隔膜而烦恼，在一次思考时因播放手机中出现的“Untitled”而意外进入“教室的‘SEKAI’”，并与其中的初音未来与巡音流歌见面，但回到现实后以为是一场梦。
不久后咲希康复回校，并与一歌同班。然而穗波和志步与两人的关系并未如愿回复从前。之后四人被未来邀请到“SEKAI”中一同演奏，咲希提出四人再组乐队的想法，但被穗波和志步拒绝。咲希为了恢复四人的关系，先与一歌组成乐队，并開始努力找出四人疏遠的真相。志步要求一歌同咲希兩人把曾經四人演奏過的歌曲練習到其能認同的水準，才能答應重组乐队；两人遂向未來和流歌請教指导，在短時間內取得了巨大進步。结果正式演奏时咲希因长期练习的疲累而倒下；志步见此情形被二人的真心所打动，敞开心扉并决定加入乐队。之后三人多次尝试邀请穗波回归乐队未果。最终在志步直接的言语攻势和虚拟歌手们的帮助下，穗波终于解开心结，并加入乐队。找到心愿并重归于好的四人根据幼时一同观看过的狮子座流星雨（Leonids），将乐队取名为“Leo/need”。
MORE MORE JUMP!
自小运气不佳的花里实乃理在电视上看到偶像团“ASRUN”的桐谷遥的表演后被鼓舞，因而梦想成为偶像；虽不断遭遇试镜落选，但仍坚持不懈。某日实乃理收到“Untitled”，进入“舞台的‘SEKAI’”，并与其中的初音未来与镜音铃相遇，但以为只是南柯一梦。
其后实乃理得知自己再次试镜落选以及遥退出演艺圈的消息，回校后在混乱中发现遥竟是自己的同学。后来，实乃理在天台练习舞蹈时偶遇遥。初次见面时，实乃理感到十分紧张。接着又听到桃井爱莉和日野森雫上天台争吵，二人躲在角落却被发现。正当气氛尴尬时，未来以投影形态从手机中跳出并与众人相见，但被误当作新型广告。事後實乃理向愛莉和雫請教偶像技巧；起初愛莉不太願意教導，但在雫的勸說下答應請求。
愛莉從小便嚮往偶像職業，但因與事務所的演藝規劃理想不合，遂引退。雫原本在偶像组合“Cheerful*Days”的中心位，却因其天赋和性情遭遇队友排挤；之后决定退团并向其他成員道歉，但遭嘲諷。爱莉遂前去与其他成员理论，平息此事。實乃理後從遙的前队友得知遙的引退原因，苦惱下同未來和鈴商量，最終使遙成功找回自信与对偶像事业的热爱。四人遂以成為頂尖偶像組合為目標，成立偶像团“MORE MORE JUMP!”。
Vivid BAD SQUAD
在街头文化氛围浓厚的环境长大的白石杏曾为父親和其他音樂人表演的狂歡之夜“RAD WEEKEND”所震撼，於是夢想超越“RAD WEEKEND”；但一直苦于没有合适的搭档，还要给家中的咖啡馆帮忙。某日，杏和伙伴们在十字街头即兴演出，被长期缺乏自信、内向腼腆的小豆泽心羽看见。心羽被不同于学校音乐课所教的街头音乐所吸引。随后两人收到“Untitled”并被同时传送到“街头的‘SEKAI’”，与其中的初音未来等虚拟歌手相会。回到现实后二人以为只是一场梦。一段时间后，心羽在帮母亲跑腿时迷路，意外进入杏家的咖啡馆并再次遇见唱歌的杏，但在杏与其搭话时匆匆离开。后在虚拟歌手们的牵线下，二人敞开心扉并决定组队为“Vivids”。
另一边，曾因音乐拾起生活希望的东云彰人和为找寻自我而走上街头音乐道路的青柳冬弥组成“BAD DOGS”，同样以超越“RAD WEEKEND”为目标努力。彰人初遇“Vivids”二人时因杏找无经验的新人心羽组队而对二人抱有偏见，试图在舞台上击败二人。“Vivids”在台上首次正式表演时，由于现场电闸突然被拉断，心羽极度紧张，演出遭到破坏而失败。事后彰人在后台质问破坏演出的人，被杏和心羽发现并以为拉闸一事是彰人所为；彰人反而故意承认，并质疑心羽的觉悟。心羽无法反驳，只好逃走；后在虚拟歌姬们的指引下明确了自己的心愿，并改变形象、断发明志，和杏一起重回舞台。心羽的决心和进步反使冬弥感到动摇；因其最初选择街头音乐只为反抗作为古典音乐家的父亲，而今自己的态度恐怕会拖彰人后腿。在“Vivids”第二次演出成功、彰人向二人道歉后，冬弥向彰人提出散伙；两人在激烈争执后不欢而散。其后在心羽、杏、杏的父亲和虚拟歌手们的协助下，彰人和冬弥分别找回了自己的本心，兩人在心羽等人見證下和好。此后四人决定合体组队，遂成立“Vivid BAD SQUAD”。
Wonderlands×Showtime
天马司幼时一心想让病弱的妹妹咲希展开笑颜；一次同家人觀看舞台劇时，发现成為舞台劇演員可以帶給別人歡樂，而立志成為舞台上的大明星。其后司一心努力，却逐渐忘记自己的初衷。在前往鳳凰仙境樂園应聘舞台演员前，司收到“Untitled”，被传送到“奇幻乐园的‘SEKAI’”，遇到了其中的初音未来和KAITO。未来不断追问司成为大明星的初衷，但司却始终无法想起。回到现实后，司在面试中的表现令面试官尴尬，但却吸引了路过的凤笑梦的注意。作为经营乐园的凤家的千金，天真烂漫的笑夢為了復興已逝祖父亲手建立的奇幻舞台，与父亲约定在长假前让奇幻舞台恢复正常揽客，以换取其不拆除。笑梦认为司是帮助其实现目标的关键，遂特别录取了司，将其带到陈旧的奇幻舞台。司原想拒绝，但在与笑梦纠缠时被未来再次带到“SEKAI”，并受会说话的兔布偶惊吓，一度昏迷。重回现实后，司在笑梦管家的威逼下无奈同意帮助笑梦。
司决定寻找更多的演员，并看中了在街头用自制机器人表演的同校同学、被周围人视作“怪人”的神代类。类引荐自己的青梅竹马、羞涩怕生的草薙宁宁与其一道加入。宁宁拥有远超同龄人水平的歌喉，但却因旧时阴影造成的心结而无法站上台，仅在幕后操纵类制作的人形机器人“宁宁号”出演。四人遂结成音乐剧团“Wonderlands×Showtime”，但在奇幻舞台首秀时，宁宁号突然断电，导致演出失败。事后司将演出失败归咎于宁宁，并与帮宁宁说话的类争执，刚成立不久的剧团因此不欢而散。后在“SEKAI”中的虚拟歌手们和玩偶的帮助下，司找回成为大明星的初心，并向笑梦和宁宁道歉。随后三人为挽回类，在“SEKAI”中为其准备了一场特别的演出。类受到打动而答应回归，四人关系和好如初，并决定继续在奇幻舞台进行表演。
25点，Nightcord见。
宵崎奏儿时深受作为音乐人的父亲影响，希望能创作出“让人幸福的音乐”。然而奏的音乐却反让父亲深陷压力而昏迷，长期住院。这使得奏陷入自责的执念，为创作“让人幸福的音乐”而废寝忘食、不分昼夜。其后奏在网上接连认识朝比奈真冬、东云绘名和晓山瑞希，四人在网络聊天工具“Nightcord”上结成社团“25点，Nightcord见。”，在不知彼此真实身份的情况下分工协作、创作音乐并发布在视频网站上。某日深夜，奏在工作时突然收到“Untitled”，并被传送到“空无一人的‘SEKAI’，碰见了其中的初音未来，但以为只是梦境。
几日后，众人在Nightcord上闲聊时提及近期突然出现的作曲者“OWN”，仅用几首曲子便获得了广泛关注，惟其风格似与众人所作的曲子相近。奏在听过“OWN”所作的曲后怀疑实际上是真冬所作，真冬矢口否认，并在无意间透露自己曾感到被奏所作的曲拯救，因而加入25。然而下线后，作为“OWN”真身的真冬却感到无尽的迷茫，并向未来表示想一直待在“SEKAI”里。从小活在他人期望中的真冬才华出众，对母亲百依百顺，在外人眼中是完美的优等生；实际上却在压力中迷失自我，丧失味觉。纵使在25工作，或以独立身份作曲，真冬也无法感觉找到自我。一周过去，真冬迟迟不上线，25余下三人试图联系真冬，却在公共文件夹中发现“Untitled”，播放后被一同传送到“SEKAI”。在“SEKAI”中三人见到真冬，但性情与平日大相径庭的真冬却命令三人离开，并宣称自己不想留在25。三人大惑不解，真冬却称三人“比任何人都想消失”，并下逐客令将三人移出“SEKAI”。奏则被未來所託，希望能拯救真冬。
回到现实后，奏加紧创作“能拯救真冬的音乐”，希望挽回真冬。绘名和瑞希则在生活中领会到了真冬所言的含义：绘名出身画家之门，却囿于父亲“没有才能”的断言，为获得外界认可不断作画，但又不断陷入自我怀疑和逃避；瑞希生性与人不同，其行为始终为外人所不理解，久而久之亦不愿上学，隐藏着自己的秘密和真实内心。在“OWN”沉寂多日突然上传多首曲目后，三人顿觉大事不妙，遂前往“SEKAI”；发现真冬已经达到极限，强烈想要“消失”。在三人的连番劝说和奏的强烈坚持之下，真冬最终向三人敞开心扉，决定在三人的帮助下开始寻找真实自我的旅程。事后四人在餐馆聚会并相互揭示真实身份，真冬亦向奏表示感谢。

## 开发与发行

### 开发
《世界计划 繽紛舞台！feat.初音未来》最初于2017年立项，最初由CraftEgg制作，但因为不希望与另一款游戏《BanG Dream! 少女乐团派对！》的开发冲突，CraftEgg成立了子公司Colorful Palette开发此游戏。
2019年8月30日，该游戏在是年的魔法未来演唱会期间公开项目和预告片，并于10月23日进一步公开了世界观、角色、音乐等游戏内容。游戏的设计概念与《初音未來 -名伶計畫-系列》的其他游戏不同，希望通过展现初音未来的存在以拓展人与音乐的关系，并希望年轻一代接触更多互联网上的VOCALOID歌曲。
游戏在音乐上继承《初音未来 -歌姬计划-系列》传统，邀请了众多VOCALOID制作人制作游戏音乐，并收录了大量VOCALOID歌曲。但有所创新的是，大部分歌曲除了有由VOCALOID演唱的“VIRTUAL SINGER”版以外，还有由游戏原创角色的聲優演唱的“SEKAI”版。

### 发行
2020年3月9日，《世界计划 繽紛舞台！feat.初音未来》在直播中公开了游戏开始接受预约的时间等游戏资讯。但因为2019冠状病毒病在日本流行，开始接受预约的时间延期。
2020年5月15日，开始原定于5月8日的第一次β内测，并在内测结束后公布更多游戏资讯。2020年6月27日，游戏开始第二次β内测。
2020年7月22日，开始接受预约，截至游戏发布，预约人数已经超过100万。
2020年9月4日至9月11日，开放体验版应用。
2020年9月30日，游戏在日本正式发布。
2020年10月2日，用户突破100万。
2021年8月31日，游戏在台港澳地区開放事前預約與Google Play刪檔封測，并于同年9月30日正式上线。
2021年10月4日至2021年10月19日，游戏英文版本進行刪檔封測，並於同年12月7日正式上线。
2023年9月30日，遊戲在東南亞地區上線。
2024年6月5日，游戏取得中华人民共和国国家新闻出版署下发之版号，并于同年9月30日在中国大陆地区开放事前预约，于12月6日至20日进行第一次删档封测，于2025年3月27日正式上线。

## 衍生媒体

### 漫画和插画
“SEKAI”的单格、四格漫画
单格漫画在游戏过渡界面展示，于2020年7月4日开始在Twitter发表，全40话。四格漫画由宇崎うそ制作，描述角色的日常生活，于2020年9月30日开始发表。
游戏发布前在twitter上发表的漫画
由KEI制作，介绍角色和世界观，于2019年12月16日开始发表，全6话。。
世界计划应援漫画
游戏邀请9位画师制作，讲述对世界计划的看法及参加β内测期间的感想，于2020年8月12日开始发表，全9话。
开服39天倒计时插画
游戏邀请39位画师创作，庆祝游戏即将发布，于2020年8月22日至9月29日发表，全39话。

### 电台
世界计划繽紛电台
2020年1月8日至2020年2月26日在YouTube频道“SEGAfeat.HATSUNEMIKUProject”发布，每期由游戏原创角色的聲優主持，共8期。
25时，在夜之电台。
2020年10月31日至2023年9月17日在游戏的YouTube频道发布，每期由组合“25點，Nightcord見。”成员的聲優主持，共76期。
世界电台
2023年10月27日开始在游戏的YouTube频道发布，每期由两名游戏原创角色的声优主持。

### 网络节目
世界计划彩色放送局
2020年6月13日至7月10日在YouTube频道“SEGAfeat.HATSUNEMIKUProject”发布，共6话，介绍游戏资讯，每期由游戏原创角色的聲優主持。
世界计划奇妙频道
2020年10月23日至2023年9月27日在游戏的YouTube频道发布，每期由组合“Wonderlands×Showtime”的聲優主持，介绍游戏相关资讯并现场游玩游戏。
世界计划放送局
2023年10月25日开始在游戏的YouTube频道发布，每期由游戏原创角色的声优主持，并邀请Vocaloid P主作为嘉宾，介绍游戏近期的最新资讯。

### 短篇动画
小小世界
2022年1月13日至3月17日在游戏的YouTube频道发布，以Q版画风形式讲述游戏角色们的日常生活，共10集。
Journey to Bloom
游戏三周年纪念短篇动画，2023年9月28日至10月28日在游戏的YouTube频道发布，以短篇动画形式展现游戏各组合的主线剧情，共5集。

### 電影
游戏官方于2024年7月29日宣布制作长篇动画电影《劇場版 世界計畫 崩壞的世界與無法歌唱的初音未來》，由P.A. Works制作，松竹发行，于2025年1月17日在日本上映。